# کدوواران
کدوواران (نام علمی: Cucurbitoideae) نام یک زیرخانواده از تیره کدوییان است.